# Andrea Di Consoli
Andrea Di Consoli (Uster, 1976) è uno scrittore, giornalista e critico letterario svizzero naturalizzato italiano.

## Biografia
Nasce nella Svizzera tedesca, a Uster, da genitori emigrati lucani originari di Rotonda (PZ), paese nel quale torna a vivere nel periodo dal 1987 al 1996.
Dal 1996 vive a Roma, dove oggi, dopo essersi laureato nel 2002 in lettere moderne con Walter Pedullà presso l'Università "La Sapienza" di Roma, lavora come critico letterario, editorialista e reportagista presso numerosi giornali come Il Mattino, Il Tirreno, La Ragione, Il Sole 24 Ore, Il Quotidiano della Basilicata, Via Po-Conquiste del Lavoro, Pagina 99, Corriere del Mezzogiorno e Corriere dello Sport - Stadio.
Come giornalista free-lance esordisce nel 1997 sull'Avanti! In passato ha anche scritto numerosi articoli per L'Unità, Il Riformista, Il Tempo, Stilos-La Sicilia, Il Messaggero, La Gazzetta del Mezzogiorno, Cronache lucane, dove ha tenuto una rubrica quotidiana dal 2020 al 2022 intitolata Lettere lucane, scrivendone circa 500. 
Collabora alle riviste Granta, Nuovi Argomenti, MondoOperaio, Il caffè illustrato e Pantaguruel.
Collabora alla rivista Orizzonti di Eni-Agi, al Quotidiano del Sud e a Cronache lucane. 
Oltre alle collaborazioni con giornali, Andrea Di Consoli lavora dal 2000 per la RAI in qualità di autore televisivo o conduttore radiofonico: su Radio 2 (Luci e Ambra e "Depeche Mode: sopravvivere ai propri demoni", in Dirty Boogie del 26 marzo 2013), Rai International (Notturno italiano, Taccuino italiano), Rai Sat (Achab), Radio3 (Pietre di Matera) e Rai Cinema. Dal 2008 al 2014 si è occupato di libri e cultura nel programma Unomattina, in onda su Raiuno. È stato autore di Razza umana Raidue di Piero Marrazzo. Dal 2016 collabora con Rai Teche. Da giugno 2014 a settembre 2019 è stato capo autore del programma televisivo Il caffè di Raiuno. 
Ha realizzato per Rai Cinema, insieme allo scrittore Franco Scaglia, i documentari La Santa - Gerusalemme, (2011, regia di Francesca Muci), andato in onda su Raiuno la sera di pasqua del 2011, durante lo speciale del Tg1, I monti di Gesù (2012, regia di Francesca Muci), andato in onda su Rai Storia il 1º gennaio del 2012, e Gesù e la Maddalena (2012, regia di Francesca Muci) andato in onda nello speciale Tg1 del 5 gennaio 2012. Con Gabriele Tecchiato, inoltre, ha realizzato il documentario San Pietroburgo l'incrollabile (regia di Simone Campanati, Rai Cinema 2012), in onda su Rai Storia il 18 marzo 2012 e su Rai2 il 28 giugno 2013. 
Il 23 luglio del 2016 è andato in onda su SkyArte il suo documentario Mater Matera (regia di Simone Aleandri) prodotto da Rai Cinema e Clipper Media e riproposto nel 2019 in DVD, con l'accompagnamento di un libro intervista curato da Roberto Moliterni e pubblicato dall'editore Castelvecchi. Il 7 maggio 2019 è andato in onda su Rai Storia il documentario Giuseppe Cassieri, il satirico gentile per la regia di Leonardo Sicurello.
Da settembre 2019 è uno degli autori degli speciali di Save the Date di Rai5 e uno degli autori di Linea blu. Nell'autunno del 2020 è autore del programma di Rai2 Più o meno. Nell'estate del 2022 è autore del programma Unomattina Estate. Da dicembre del 2023 è capoautore del programma La Biblioteca dei Sentimenti condotto da Greta Mauro e Maurizio de Giovanni, in onda su Rai3. 
Per Rai Teche ha ideato i documentari La bomba, la strage dell'umile Italia, scritto da Silvia Avallone, andato in onda nello Speciale Tg1 del 2 agosto 2020, e Fate presto. 23 novembre 1980, storia di un terremoto, scritto da Franco Arminio, andato in onda nello Speciale Tg1 del 22 novembre 2020. 
Il 23 settembre del 2020 è stato trasmesso al Prix Italia il documentario per Rai Teche Zavoli racconta Zavoli di cui ha curato la regia.
Ha diretto le case editrici Avagliano, Hacca e Luigi Pellegrini Editore.
Ha collaborato con il Teatro Stabile-Argentina di Roma, dove nel 2012 ha curato la messa in scena di Addio al Sud. Un comizio furioso del disamore di Angelo Mellone e, dal 2020, è consulente editoriale dell'Istituto Luce e di Rai Fiction. 
Dal 2019 è Direttore artistico del Magna Graecia Book Festival di Catanzaro e uno dei curatori dell'Eneadi Festival di Pomezia. Dal 2022 è consulente editoriale di UmbriaLibri, principale festival del libro dell'Umbria. 
Nel 2020, per la settantesima edizione del Festival di Sanremo, ha curato insieme a Dario Salvatori la mostra Sanremo 70, la mostra ufficiale della Rai sulla storia del festival, allestita al Forte Santa Tecla di Sanremo dal 3 febbraio al 16 febbraio.
Il 27 gennaio del 2022 è uscito in 200 copie nelle sale cinematografiche italiane il film La notte più lunga dell'anno, già presentato nel 2021 e regia di Simone Aleandri, di cui ha scritto soggetto e sceneggiatura. Tra i protagonisti del film Ambra Angiolini, Massimo Popolizio, Antonio Petrocelli, Alessandro Haber, Anna Ammirati, Mimmo Mignemi e Massimo De Francovich. Tra le località, le scale mobili Santa Lucia ed il ponte sul Basento.
Partecipa assiduamente come opinionista ad alcuni programmi di Rai1, Rai3 e Rai News 24. 
Sue poesie sono tradotte in greco, in francese, in spagnolo e in tedesco.

## Opere

### Romanzi e racconti
- Lago negro (2005, L'ancora del mediterraneo, finalista premio Giuseppe Berto)
- Il padre degli animali (2007, Rizzoli, Premio Napoli,[3] premio dei Lettori Lucca, finalista ai premi Viareggio, Recanati, Bari e Mondello)
- La curva della notte (2008, Rizzoli, premio Basilicata, premio Carlo Levi, premio Padula)
- Marisdea (2009, Manni)
- L'amore vero in Granta Italia n. 2 Sesso (2011, Rizzoli)
- La collera (2012, Rizzoli, premio Palmi, premio Giuseppe Cassieri, premio Vittoriano Esposito di Celano, finalista premio Biella)
- Il miracolo mancato. San Francesco di Paola e il re di Francia (2016, Edizioni San Paolo)
- Diario dello smarrimento (2019, Inschibbolet)
- Tutte queste voci che mi premono dentro (2021, Editoriale Scientifica)

### Poesie
- Discoteca (2003, Palomar, premio Città dell'Aquila Opera Prima)
- La navigazione del Po (2008, Aragno, finalista premio Frascati)
- Quaderno di legno (2009, Edilet, premio Roberto Farina)
- Dimenticami dopodomani (2024, Rubbettino, introduzione di Mario Desiati)
- Il canto silenzioso degli amici (2025, Rubbettino, introduzione di Franco Arminio)

### Saggi e inchieste
- Le due Napoli di Domenico Rea (2002, Unicopli)
- Una lucida passione. Il riformismo meridionale, la Basilicata, la rivolta di Scanzano (con Filippo Bubbico, 2006, Avagliano)
- La commorienza. La misteriosa morte dei fidanzatini di Policoro (2010, Marsilio)
- Con il Sud. Visioni e storie di un'Italia che può cambiare (con Yari Selvetella, 2017, Mondadori)
- curatore con Carlo Bordini, Renault 4. Scrittori a Roma prima della morte di Moro (2008, Avagliano)
- con Roberto Moliterni, Mater Matera (2019, Castelvecchi Editore). Cofanetto che raccoglie il DVD del documentario Mater Matera e un libro intervista.
- Autunno a Rotonda (2022, Ianieri), libro fotografico realizzato con il fotografo Salvatore Di Vilio.
- Gli occhi di Don Carlo. L'universale favolistico di Carlo Levi (2023, Terre Blu), libro realizzato con l'artista Isabella Staino.

### Sceneggiature
- La notte più lunga dell'anno (Film, 2022, regia di Simone Aleandri, prodotto da Rai Cinema, Clipper Media e Vision)